# ... On the Radio (Remember the Days)
"… On the Radio (Remember the Days)", é o terceiro single oficial do primeiro álbum da cantora e compositora canadense Nelly Furtado, Whoa, Nelly!.
Apesar do sucesso dos dois singles anteriores de Nelly, a canção não obteve grande sucesso no Billboard Hot 100 E.U. e começou uma série de singles que falharam na tentativa, até 2006, com "Promiscuous". 
Nelly, que escreveu a canção em uma única sessão, disse que ela é sobre os sentimentos de insegurança que experimentou. "Eu poderia tentar ser legal e tudo, mas porque eu tenho que tentar?", Disse. "Por que não posso ser eu mesmo? No momento em que você fizer esse passo e dizer: 'Eu quero fazer música pop' é uma grande coisa. Mas não importa o que acontece comigo sempre haverá alguém que vai, 'Oh, sua música é uma m… agora, porque todo mundo gosta. " 

## Lista de faixas
UK CD Single
1. "…on the Radio (Remember the Days)" – 3:54
2. "…on the Radio (Remember the Days)" (Carl H. Vocal Mix) – 5:26
3. "I'm Like A Bird" (Nelly vs. Asha Remix) - 4:54

Australian CD Single
1. "…on the Radio (Remember the Days)" (Explicit Version) – 3:54
2. "…on the Radio (Remember the Days)" (Clean Version) – 3:54
3. "Turn Off the Light" (Remix - Featuring Ms. Jade and Timbaland) – 4:40
4. "Turn Off the Light" (Decibel's After Midnight Mix) – 7:00
5. "…on the Radio (Remember the Days)" (Video) - 4:00

German CD Single
1. "…on the Radio (Remember the Days)" - 3:54
2. "…on the Radio (Remember the Days)" (Dan The Automator Remix) - 4:20
3. "Party" (Reprise) - 4:54
4. "I'm Like A Bird" (Acoustic Version) - 3:37

## Remixes
- "…on the Radio (Remember the Days)" (Carl H. Vocal mix) – 5:26
- "…on the Radio (Remember the Days)" (Carl H. Dub mix)
- "…on the Radio (Remember the Days)" (Yoggie's Reggae mix) – 4:02
- "…on the Radio (Remember the Days)" (Yoggie's Tuff Riddim remix)
- "…on the Radio (Remember the Days)" (Dan the Automator remix) – 4:20
- "…on the Radio (Remember the Days)" (DJ Yomy Remember the Ultimix remix)
- "…on the Radio (Remember the Days)" (DJ Fontez remix) – 4:19
- "…on the Radio (Remember the Days)" (LP version) - 4:00
- "…on the Radio (Remember the Days)" (Album version) – 3:57
- "…on the Radio (Remember the Days)" (Single version) – 3:55
- "…on the Radio (Remember the Days)" (Karaoke version) – 4:14
- "…on the Radio (Remember the Days)" (Explicit version) – 3:54
- "…on the Radio (Remember the Days)" (Clean version) – 3:54
- "…on the Radio (Remember the Days)" (Semi-clean version) – 3:54
- "…on the Radio (Remember the Days)" (Squeeky-clean version) - 3:54

## Charts
| Chart (2001-2002)                              | Peak position |
| ---------------------------------------------- | ------------- |
| Australian ARIA Singles Chart                  | 53            |
| Áustria (Ö3 Austria Top 75)                    | 48            |
| Bélgica (Ultratop 50 de Flandres)              | 38            |
| Canadá (Canadian Hot 100)                      | 14            |
| Dinamarca (Tracklisten Airplay)                | 14            |
| O campo songid é OBRIGATÓRIO PARA PARADA ALEMÃ | 67            |
| Países Baixos (Single Top 100)                 | 23            |
| Nova Zelândia (Recorded Music NZ)              | 5             |
| Suíça (Schweizer Hitparade)                    | 43            |
| Reino Unido (UK Singles Chart)                 | 18            |